# 夢のドライブ
「夢のドライブ」（ゆめ-）は、野中藍の1作目のシングル。2005年12月28日にスターチャイルドからリリースされた。（発売元・販売元はキングレコード）

## 概要
- DROPSのメンバーとして、音楽活動をしていた野中藍のソロデビュー・シングル。
- 主題曲「夢のドライブ」は、野中の声質に合わせ、無機質な打ち込みサウンドをベースとした、本人曰く「心地良いしっとりソング」。自身のラジオ番組『野中藍 ラリルれ、にちようび。』の公開録音でソロデビューの発表とともに初披露された。
- カップリングのひとつ「エスカレーターライダー」は、「夢のドライブ」と対になっており、心地良さの中にもどこか危うい浮遊感を漂わせたものになっている。
- さらにもうひとつのカップリングには、『魔法先生ネギま!』シリーズで近衛木乃香として参加した「にちようび」の野中藍バージョンが収録されている。
- ミュージッククリップはタイトル通り、「夢」と「ドライブ」をテーマに描いたものとなっている。

## 収録内容
1. 夢のドライブ
作詞・作曲：梶山織江、編曲：西崎憲
ラジオ関西『野中藍　ラリルれ、サタデーナイト。』エンディングテーマ
2. エスカレーターライダー
作詞・作曲：梶山織江、編曲：西崎憲
3. にちようび（aipon type）
作詞：くまのきよみ、作曲：牧野信博、編曲：五島翔
4. 夢のドライブ（off vocal ver.）
5. エスカレーターライダー（off vocal ver.）

DVD
夢のドライブ -Music Clip-

## 収録アルバム
1. 夢のドライブ
2. エスカレーターライダー

オリジナルアルバム（1st）『あいのうた』（#2、#8）収録